# Кощеево (Гаврилово-Посадский район)
Кощеево — село в Гаврилово-Посадском районе Ивановской области России, входит в состав Новосёлковского сельского поселения.

## География
Село расположено на берегу реки Нерль в 23 км на север от центра поселения села Новосёлка и 28 км на север от райцентра города Гаврилов Посад.

## История
Село принадлежало разным помещикам, из них помещик Танеев в 1794 году построил в селе вместо ветхой деревянной церкви каменную с колокольней и оградой. Престолов в церкви было три: в холодной — в честь Божьей Матери «Живоносного Источника» и придельный престол во имя Святого Николая Чудотворца, в теплой трапезе престол во имя святого Дмитрия Солунского. В 1893 году приход составлял: село Кощеево и деревня Малитино. Дворов в приходе 76, мужчин — 394, женщин — 421.
В конце XIX — начале XX века село входило в состав Мирславской волости Юрьевского уезда Владимирской губернии.
С 1929 года село входило в состав Мальтинского сельсовета Гаврилово-Посадского района, с 1983 года — в составе Лобцовского сельсовета, с 2005 года — в составе Лобцовского сельского поселения, с 2009 года — в составе Новосёлковского сельского поселения.

## Население
| 1859 | 1905 | 2010 |
| ---- | ---- | ---- |
| 266  | ↗354 | ↘27  |